# Живко, Томислав
Томисла́в Жи́вко (хорв. Tomislav Živko; 29 января 1988 года) — хорватский футболист.

## Карьера
Томислав начинал свою футбольную карьеру в молодёжной команде клуба «Загреб». Затем, в 2007 году он перешёл в «Виноградар». Сыграв там несколько матчей, Живко в следующем сезоне отправился в Россию, в «Ростов». Там он провёл год, сыграл 3 матча в первом дивизионе и вышел вместе с командой в Премьер-лигу. Но там он выступал только за молодёжный состав дончан, и летом 2009 расторг контракт с клубом, став свободным агентом он ушёл в «Вентспилс».. Однако, сыграв за сезон всего 4 матча, Томислав перешёл в хорватский «Интер».